# Максудов, Латып Максудович
Латы́п Максу́дович Максу́дов (1928 — 1999) — советский дипломат.

## Биография
На дипломатической работе с 1968 года. Кандидат юридических наук, заслуженный работник культуры РСФСР (1983).
- В 1968—1974 годах — сотрудник центрального аппарата МИД СССР.
- В 1974—1982 годах — заведующий Отделом информации МИД СССР.
- С 18 июля 1982 по 17 августа 1987 года — чрезвычайный и полномочный посол СССР в Габоне.

## Дипломатический ранг
Чрезвычайный и полномочный посол.